# توبياس ستيلر
توبياس ستيلر (بالألمانية: Tobias Stieler)‏ (مواليد 2 يوليو 1981) حكم كرة قدم ألماني.

## روابط خارجية
- توبياس ستيلر على موقع Soccerway.com (الإنجليزية)